# Afferden (Limburg)
Afferden (Noord-Limburgs: Offere) is een plaats in het noordelijk deel van Nederlands Limburg en hoort bij de gemeente Bergen. Dit kerkdorp ligt aan de Maas, hemelsbreed 26 kilometer ten zuiden van Nijmegen en 12 kilometer ten noorden van Venray. Op 1 januari 2023 telde Afferden 2.120 inwoners.

## Geografische begrenzing
Het aan de rechter Maasoever gelegen dorp Afferden maakt sedert 1823 deel uit van de Limburgse gemeente Bergen. Het ligt ongeveer halverwege Nijmegen en Venlo. Het hoorde vroeger tot het opperkwartier van Gelderland en werd in het noorden begrensd door de Kleefse Heerlijkheid Heijen, in het zuiden door de Gelderse Heerlijkheid Well, in het oosten door het ambt Goch, waartoe Siebengewald behoorde. De juiste grens werd in 1436 vastgelegd door het gerecht en de oudste mannen (schepenen). Deze in een oud geschrift vastgelegde “Beleijdinge” grens werd de basis van latere grensregelingen.
Bij nadere grensregelingen tussen het Koninkrijk der Nederland en Pruisen werd door laatstgenoemde mogendheid bij akte van 12 december 1817 Siebengewald (een gedeelte van de Burgemeisterei Weeze) afgestaan aan de Nederlanden (Traktaat van Aken). Deze aanwas van grondgebied zou ook in kerkelijke aangelegenheden verandering aanbrengen, want toen het bisdom Aken werd opgeheven kwam in het jaar 1822 de parochie Afferden met het vergrote gedeelte van Siebengewald onder het apostolisch vicariaat van Gaven, maar werd Heukelom, door de eeuwen heen vergroeid met Afferden, aan de parochie Bergen toegewezen. Siebengewald werd in 1864 een zelfstandige parochie.

## Geschiedenis
De parochie werd met omliggende kerken in de tweede helft van de 13e eeuw vermeld -helaas zonder exact jaartal- toen er in elk schrikkeljaar een bedrag betaald moest worden aan de hoofdkerk te Süchteln. De eerste datumvermelding is op 26 maart 1317 toen Dirk genaamd Vogelsanck zijn eigendom in "Aforden" overdroeg aan Dirk Loef van Kleef, die het door schenkt aan het klooster Grafenthal. Noot: In sommige boeken staat abusievelijk dat het Limburgse Afferden al in 1176 wordt genoemd, maar dat betreft het Gelderse Afferden. Immers die akten van 1165 en 1176 noemen uitdrukkelijk de Sint Victorkerk aldaar én de buurkerk in Puiflijk, als verbonden met de Sint Victor in Xanten.
Oorspronkelijk was de heerlijkheid Afferden leenroerig aan de bisschop van Keulen voor 2/3 deel en aan de graaf van Cuijk voor 1/3 deel. Later werd dat alleen de hertog van Gelder. Afferden was voorts in de middeleeuwen tweeherig onder de heren van Afferden en Bleijenbeek en werd in 1540 één heerlijkheid. Afferden behoorde bij het Overkwartier van Gelre of Spaans Opper-Gelre. Tijdens de Spaanse Successieoorlog werd het door Pruisische troepen bezet in 1704 en kwam bij het Verdrag van Utrecht in 1713 officieel aan Pruisen en zo bleef het als deel van Pruisisch Opper-Gelre ongeveer een eeuw lang Duits. In 1794 werd het door de Fransen bezet, die in 1800 de gemeente Bergen oprichtten, waarin Afferden werd opgenomen. In 1815 werd het aan Nederland toegevoegd.
Aan het einde van de 13e of het begin van de 14e eeuw werd Kasteel Afferden gebouwd. In eerste instantie was dit een omgrachte boerderij die in het begin van de 15e eeuw door een volwaardig kasteel werd vervangen. Rond de 16e eeuw werd ook de boerenschans van Afferden aangelegd.

## Wapen van Afferden
De oudste vermelding van de schepenen van Afferden is al op 21 maart 1363. Pas vanaf 1534 heeft de schepenbank een eigen zegel, met de heiligen Cosmas en Damianus. Cosmas houdt in de linkerhand een balsemkruik en Damianus in zijn rechterhand een boek. In latere versies staan ze voor een gemetselde muur en is er geen boek, maar geeft Damianus een balsemkruik aan Cosmas.

## Bezienswaardigheden
- De Sint-Cosmas en Damianuskerk uit 1957, met een 13e-eeuwse Romaanse toren.
- De Onze-Lieve-Vrouw-van-Smartenkapel uit de 17e eeuw naast de begraafplaats.
- De Mariakapel van 1909 eveneens naast de begraafplaats.
- De plaatselijke korenmolen werd verwoest in 1945. De molen Nooit Gedacht is in 1958 gebouwd als vervanging van de oude molen.
- Kasteel Bleijenbeek. Ook dit is in de Tweede Wereldoorlog geheel verwoest. Het is inmiddels een volledig geconsolideerde kasteelruïne.
- De Paterskapel in het bos niet ver van het kasteel.

## Natuur en landschap
Afferden ligt op de rechteroever van de Maas, op een hoogte van ongeveer 12 meter. Ten zuiden van Afferden stroomt de Eckeltse Beek uit in de Maas. Ten noordoosten van Afferden ligt een strook rivierduinen, onderdeel van het Nationaal Park De Maasduinen. Hier liggen de grote landgoederen Bergerbos en Bleijenbeek.

## Nabijgelegen kernen
- Siebengewald, Heijen, Nieuw Bergen, Bergen, Sambeek, Vortum-Mullem

## Galerij

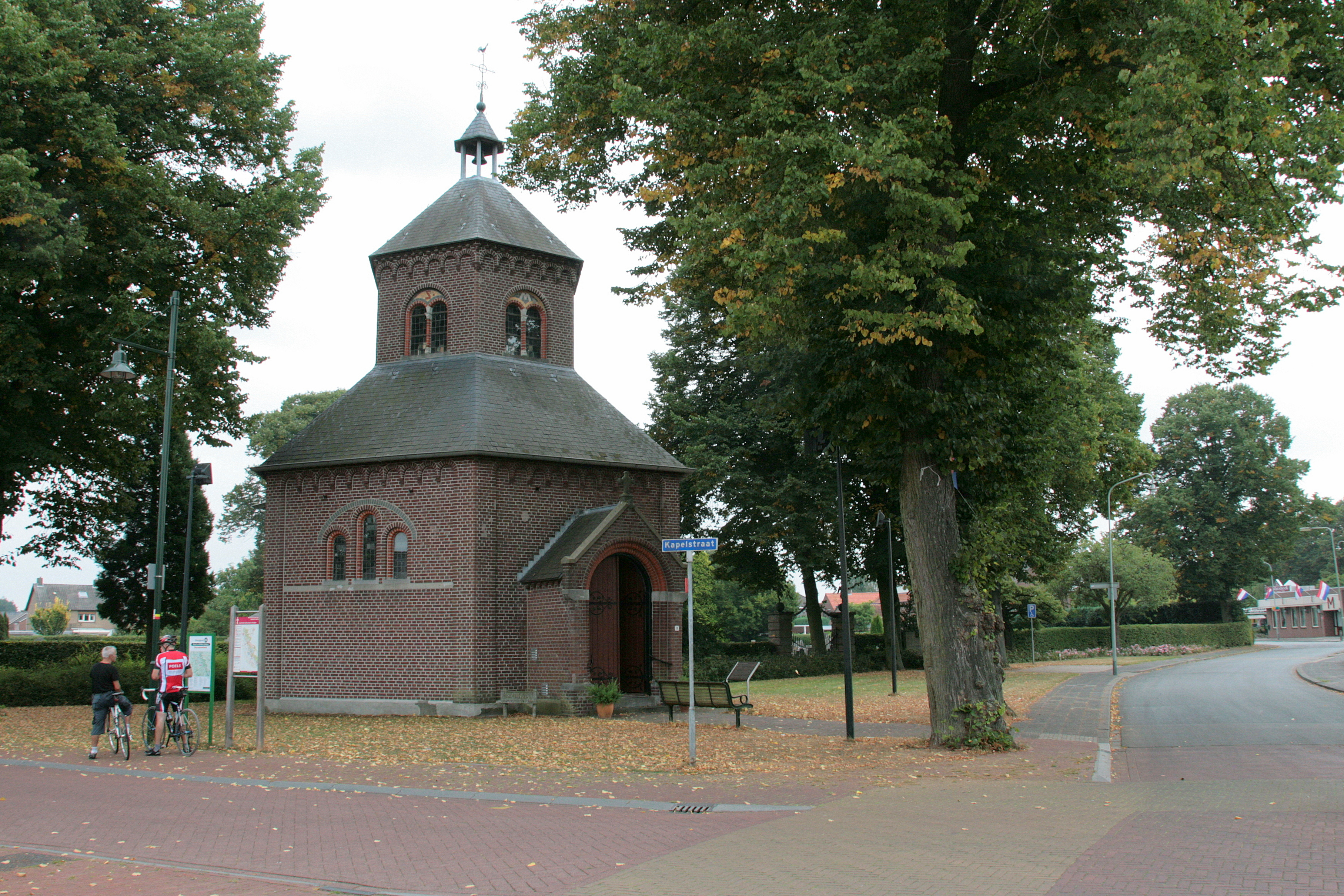
Mariakapel
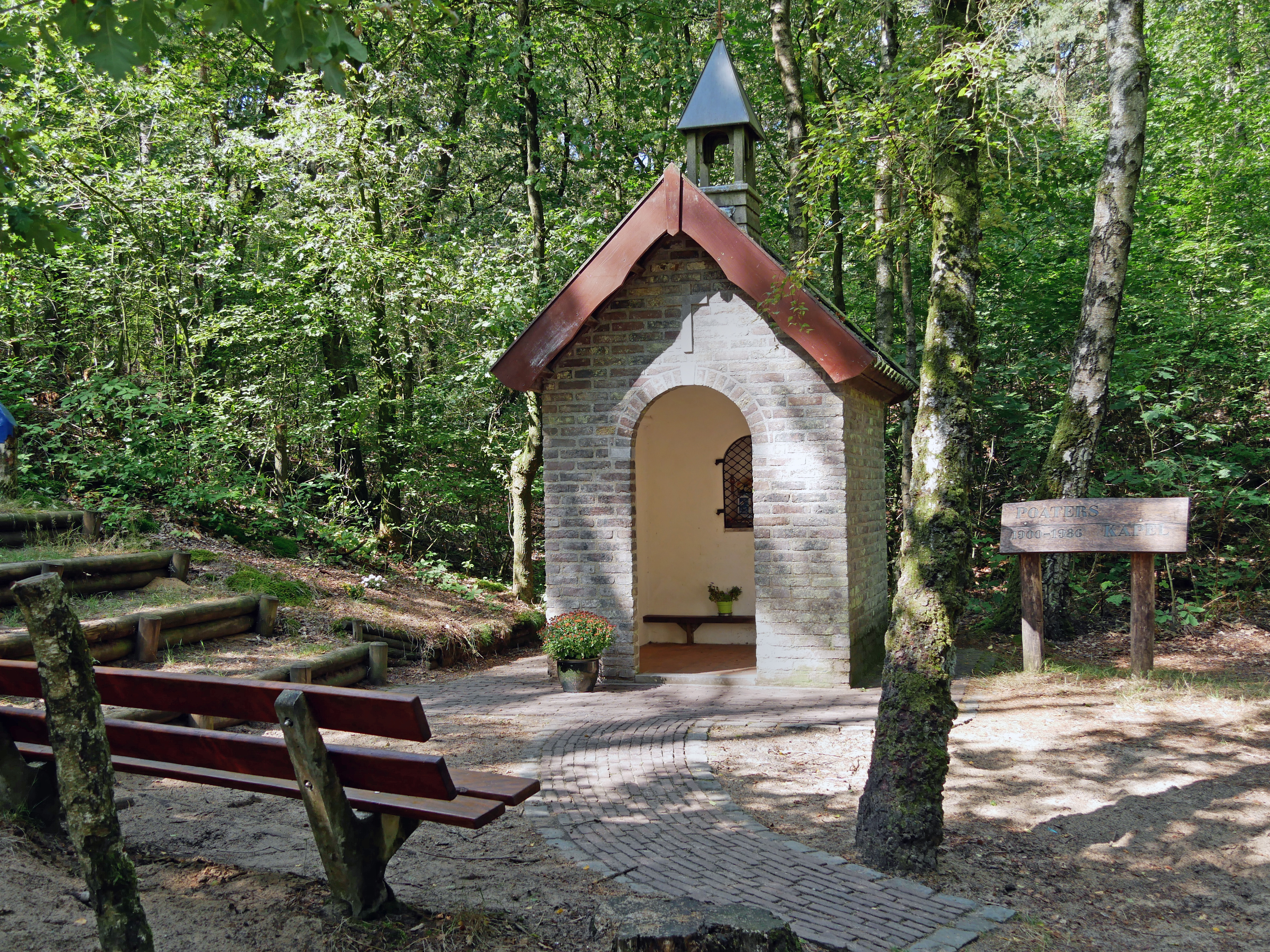
Paterskapel kasteel Bleijenbeek
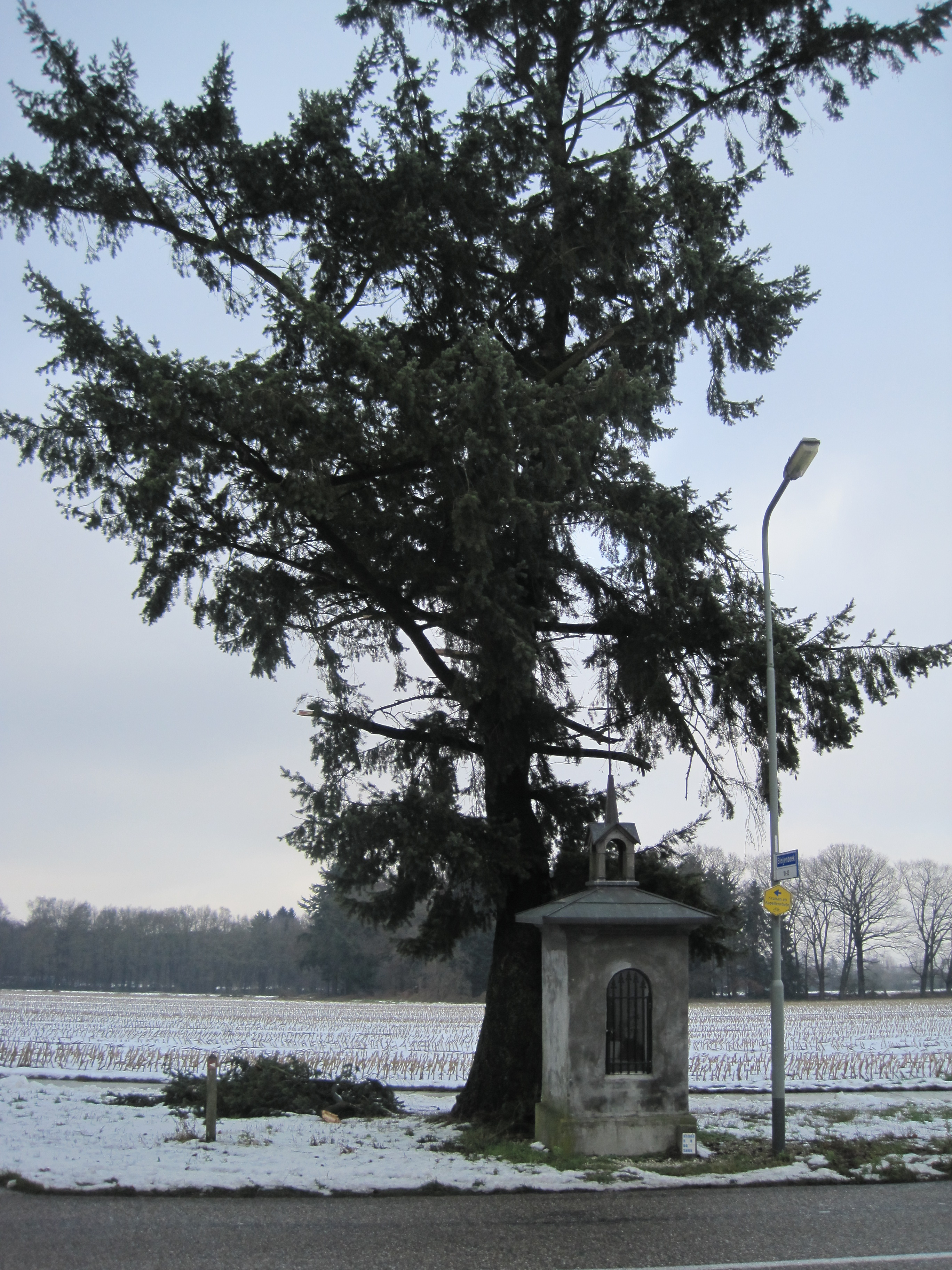
Sint Jozefkapel
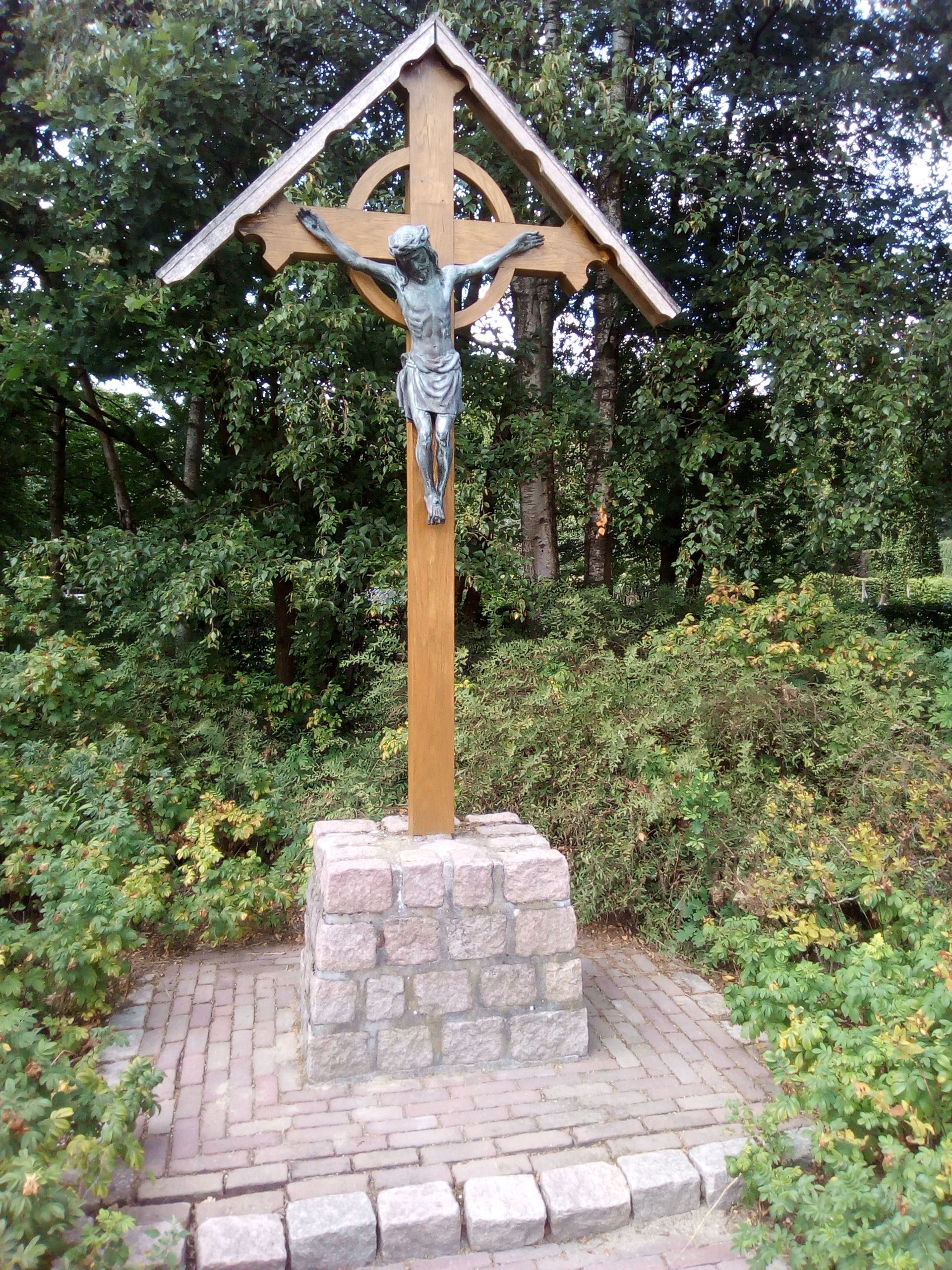
Kruis Kapelstraat
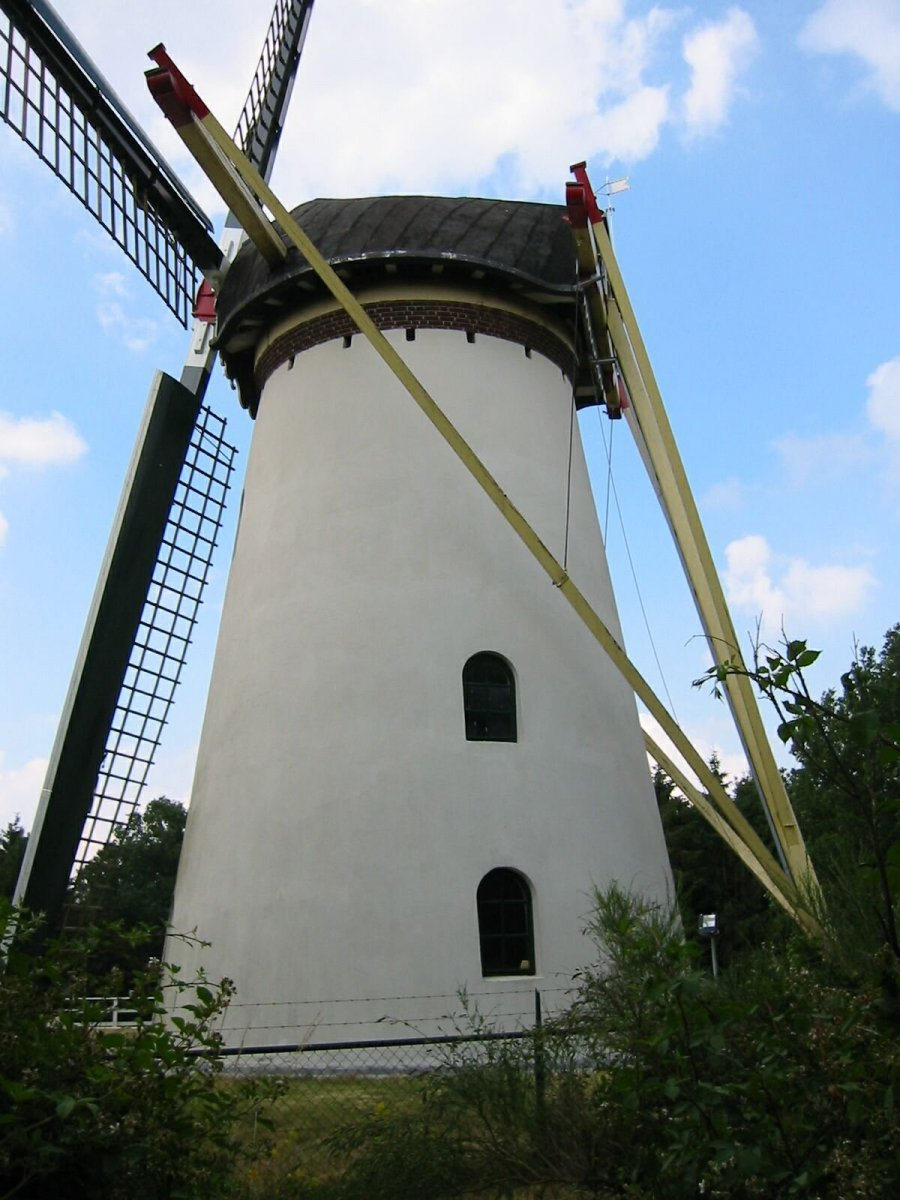
Windmolen Nooit Gedacht
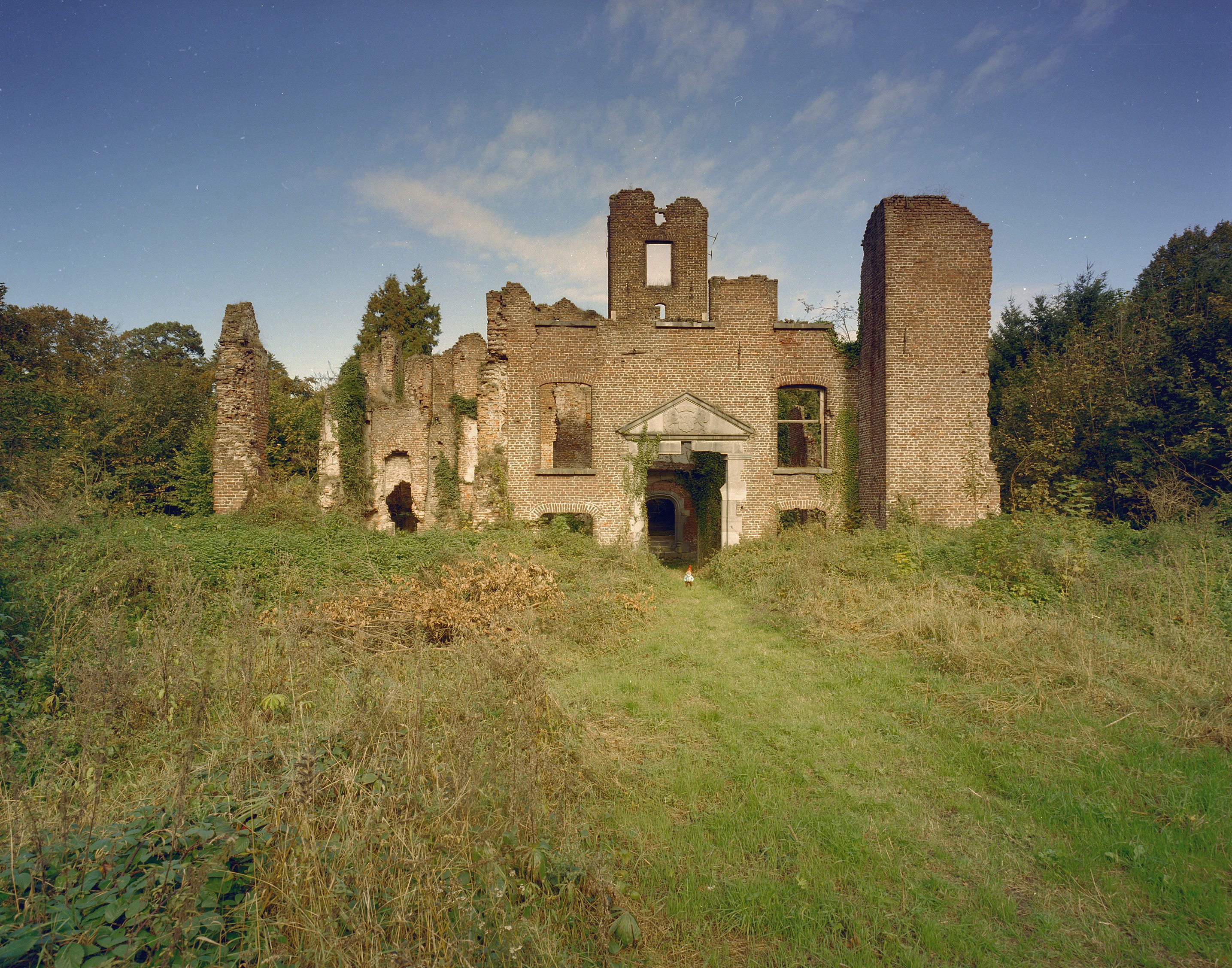
Kasteelruïne Bleijenbeek
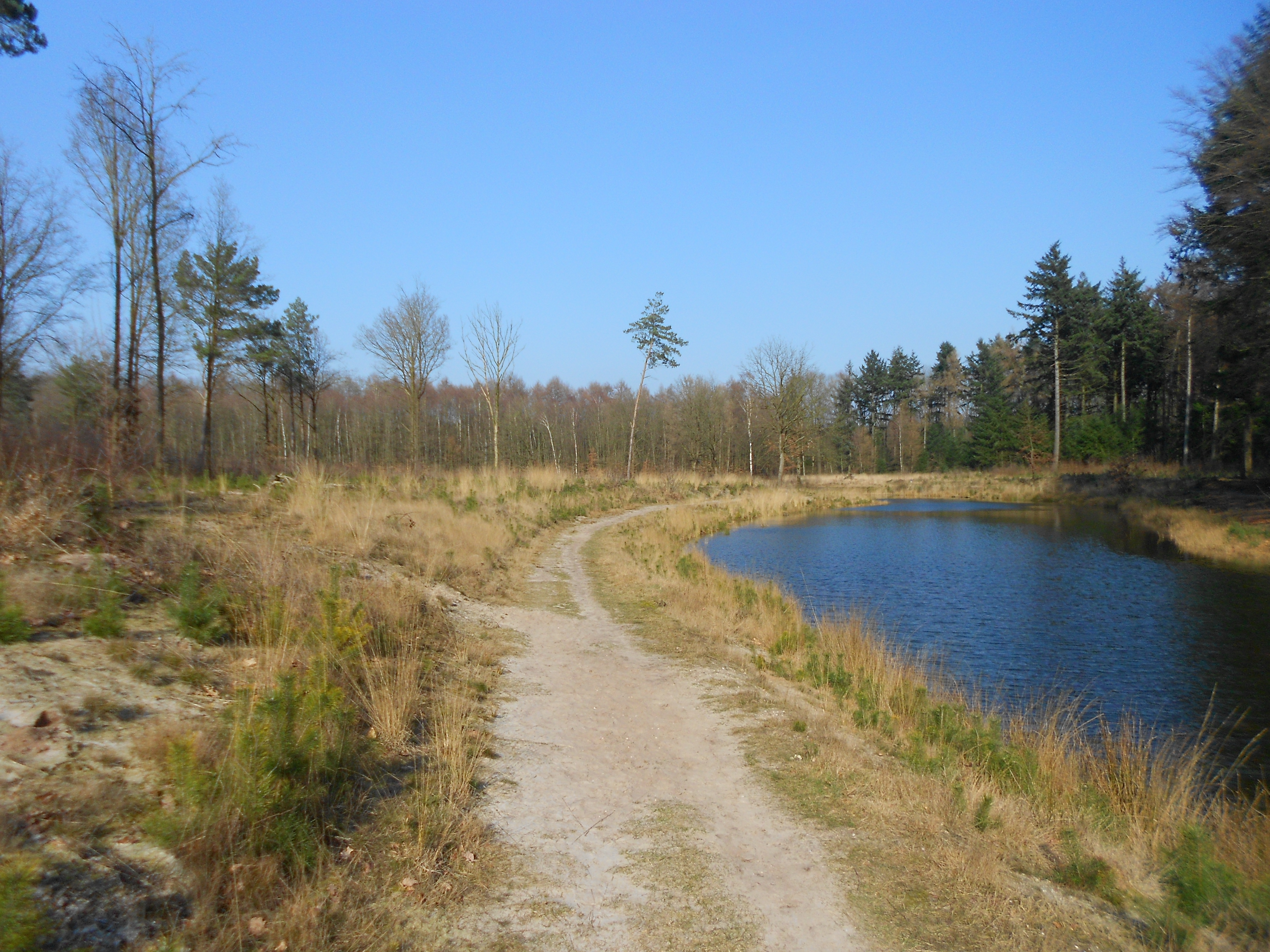
Bergerbos De Maasduinen
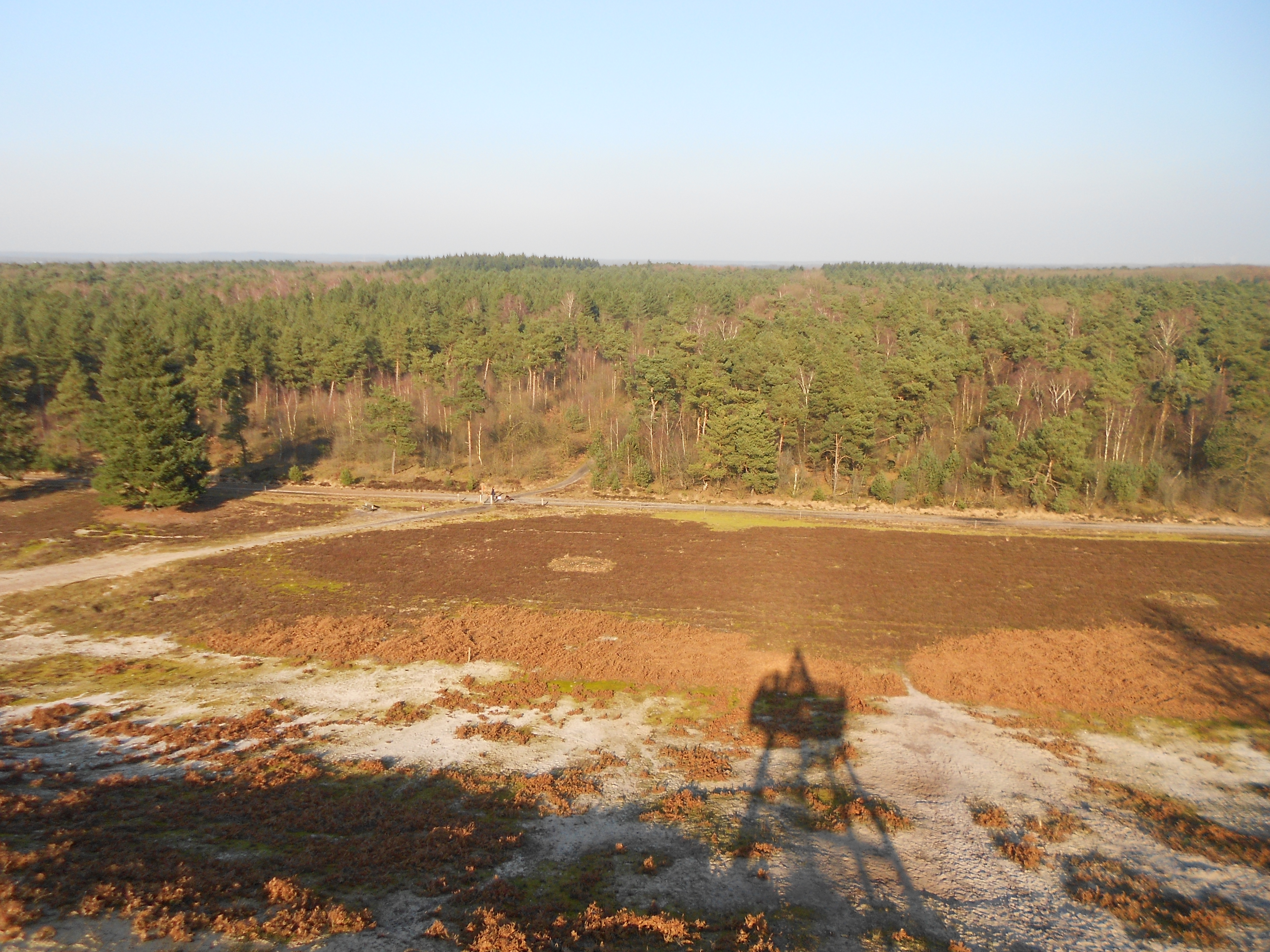
Uitzicht uitkijktoren Paraboolduin
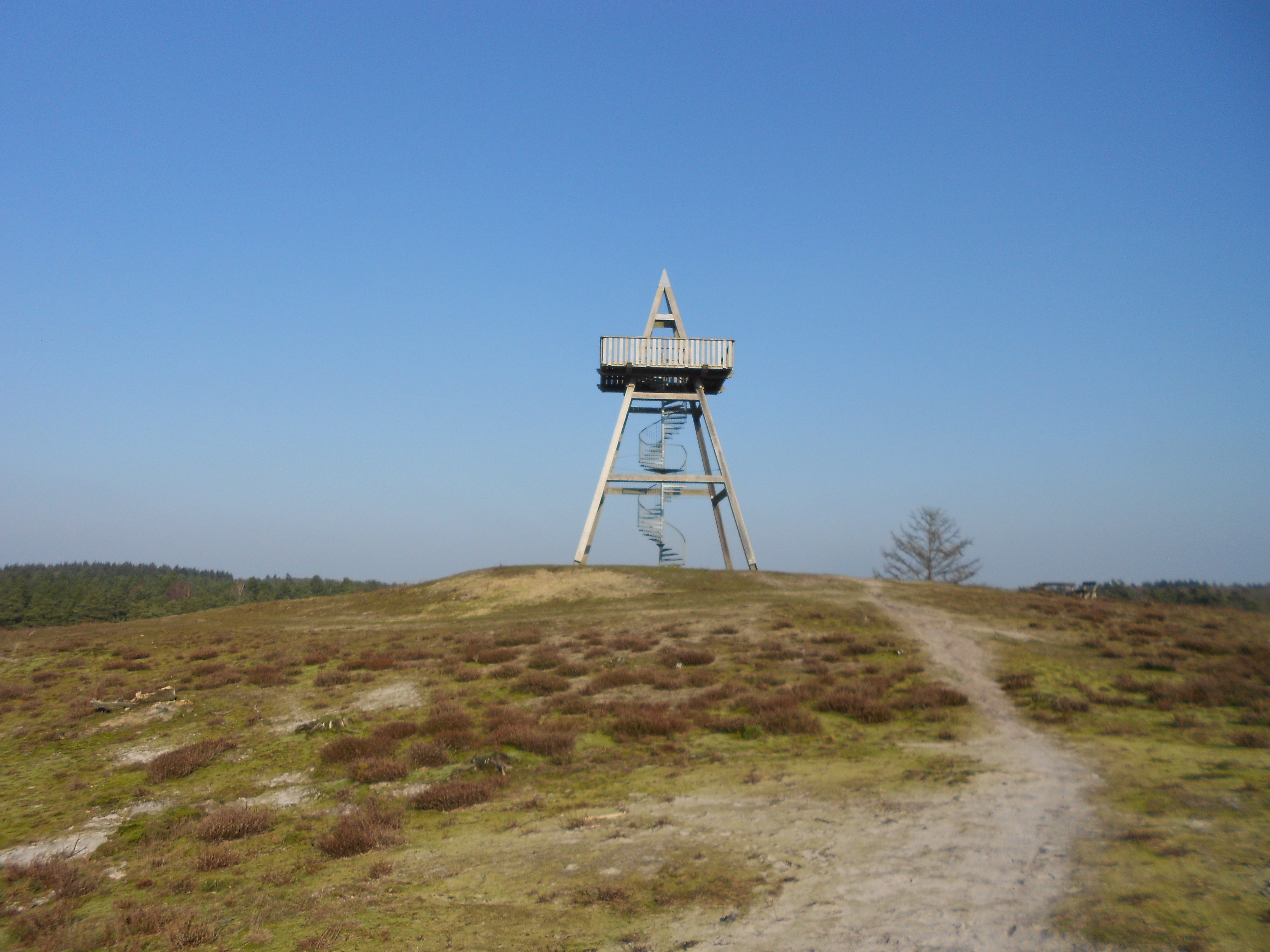
Uitkijktoren Paraboolduin